# TOKAI RADIO MUSIC PROGRAM SESSIONS 929
TOKAI RADIO MUSIC PROGRAM SESSIONS 929 （トウカイラジオ ミュージック プログラム セッションズ ナイントゥーナイン）は、東海ラジオにて2023年10月3日から放送されているラジオ番組である。

## 概要
東海ラジオが2022年10月以降の編成テーマとしている「エッジの効いたトーク&ミュージックプログラム」の一環で開始した、アーティストがDJを担当する番組である。
日替わりでDJを務める4組のアーティストは、全員がラジオ初の単独レギュラー出演番組となる。
なお、番組タイトルの「929」は『GRooVE929』や『Connect929』と同じく、東海ラジオのFM補完放送の周波数（92.9MHz）から取っている。

## 放送時間

### 現在
- 火曜 - 金曜 1:00 - 2:00（月曜 - 木曜 25:00 - 26:00、2024年4月1日 -）

### 過去
- 火曜 - 金曜 21:00 - 21:40（2023年10月3日 - 2024年3月28日）

## DJ

### 2024年4月〜の担当
- 月曜（火曜未明）：グソクムズ - TOKAI RADIOの「ONE ARTIST 2024」[3]。
- 火曜（水曜未明）：kiki vivi lily[4]
- 水曜（木曜未明）：HALLEY
- 木曜（金曜未明）：Ryu Matsuyama

### 2024年3月までの担当
- 火曜：tonun - TOKAI RADIOの「ONE ARTIST 2023」[1]。